# Ruisseau des Seignes
Le ruisseau des Seignes est un ruisseau du département français du Doubs, en Bourgogne-Franche-Comté. Il termine son parcours dans une perte.

## Géographie
La longueur du cours d'eau est de 5,8 km.
Le ruisseau des Seignes prend sa source dans la commune de Noël-Cerneux et s'écoule en ligne droite, du sud-ouest vers le nord-est, en suivant la faible pente d'un synclinal du plateau de Maîche constitué de calcaires massifs et de marnes (Jurassique et Crétacé inférieur). Il se jette dans une perte, dans la commune de Narbief.
Vers le milieu de son parcours il traverse une zone de tourbières et alimente l'étang des Belles Seignes créé en 1965 par la municipalité de Noël-Cerneux. Long de 540 mètres et large de 50 à 75 mètres, l'étang vient d'être aménagé en 2022 et 2023 pour le tourisme et la pêche.

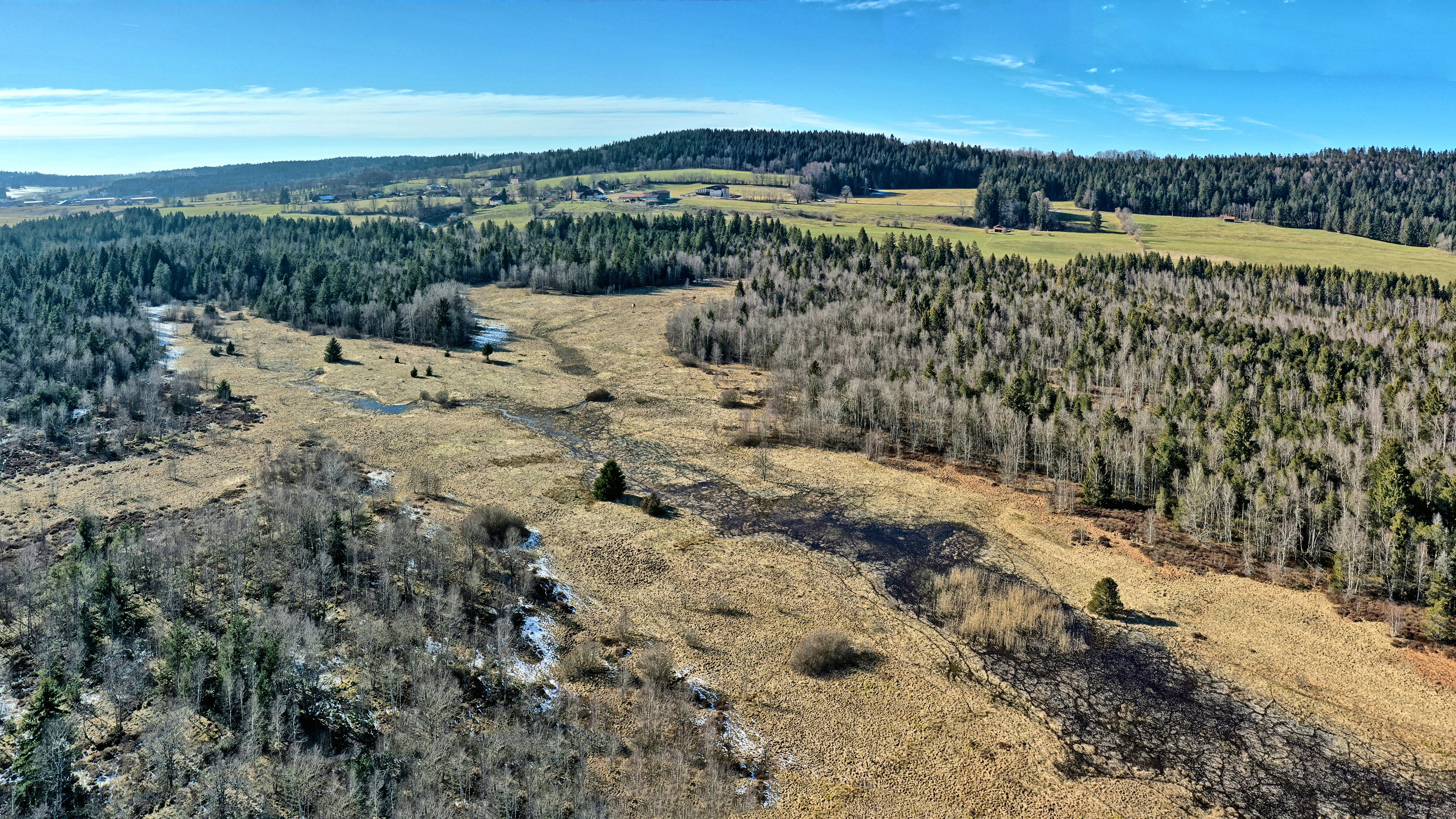
Le ruisseau en amont de l'étang des Belles Seignes.
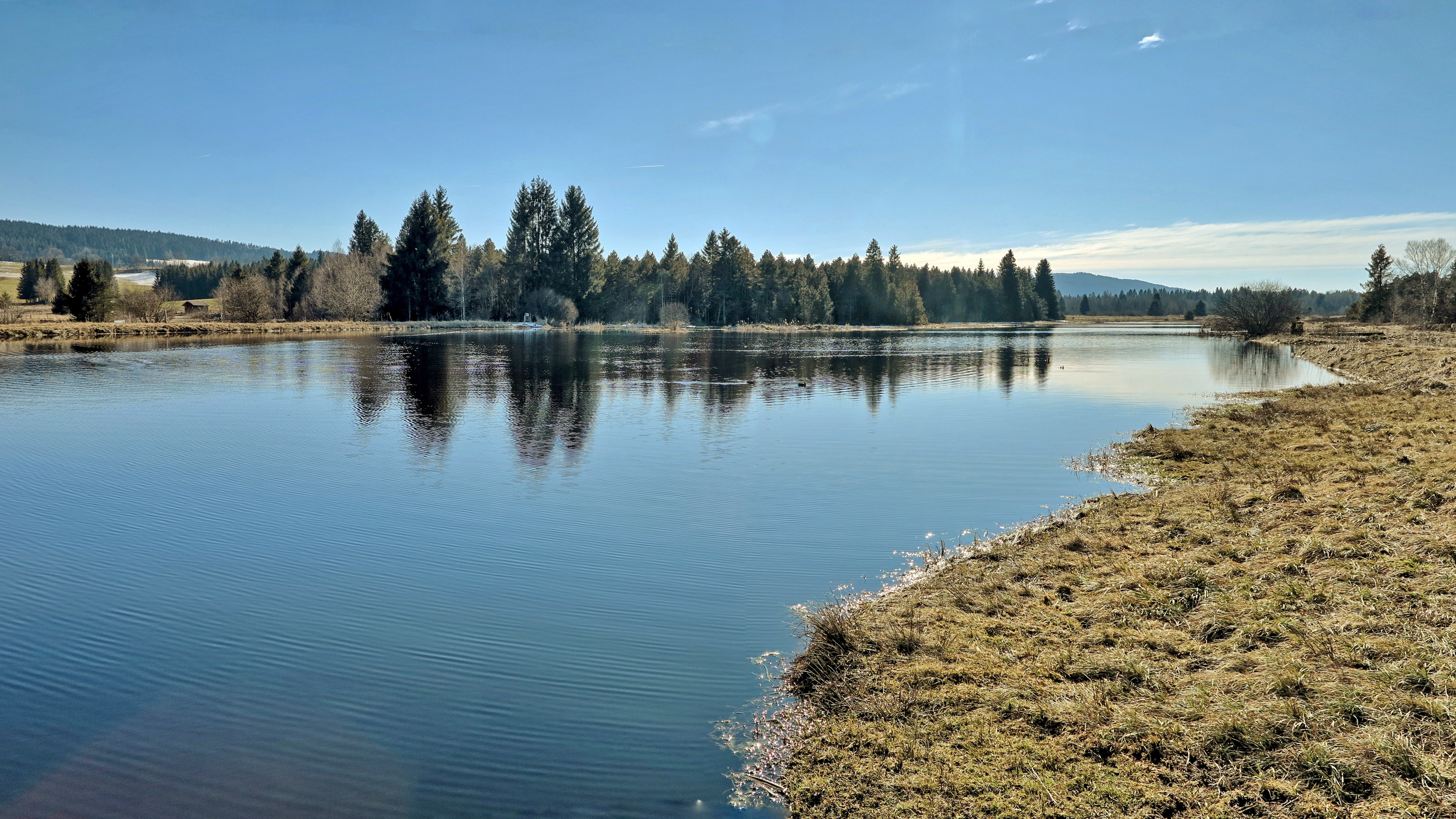
L'étang des Belles Seignes (vue aval).
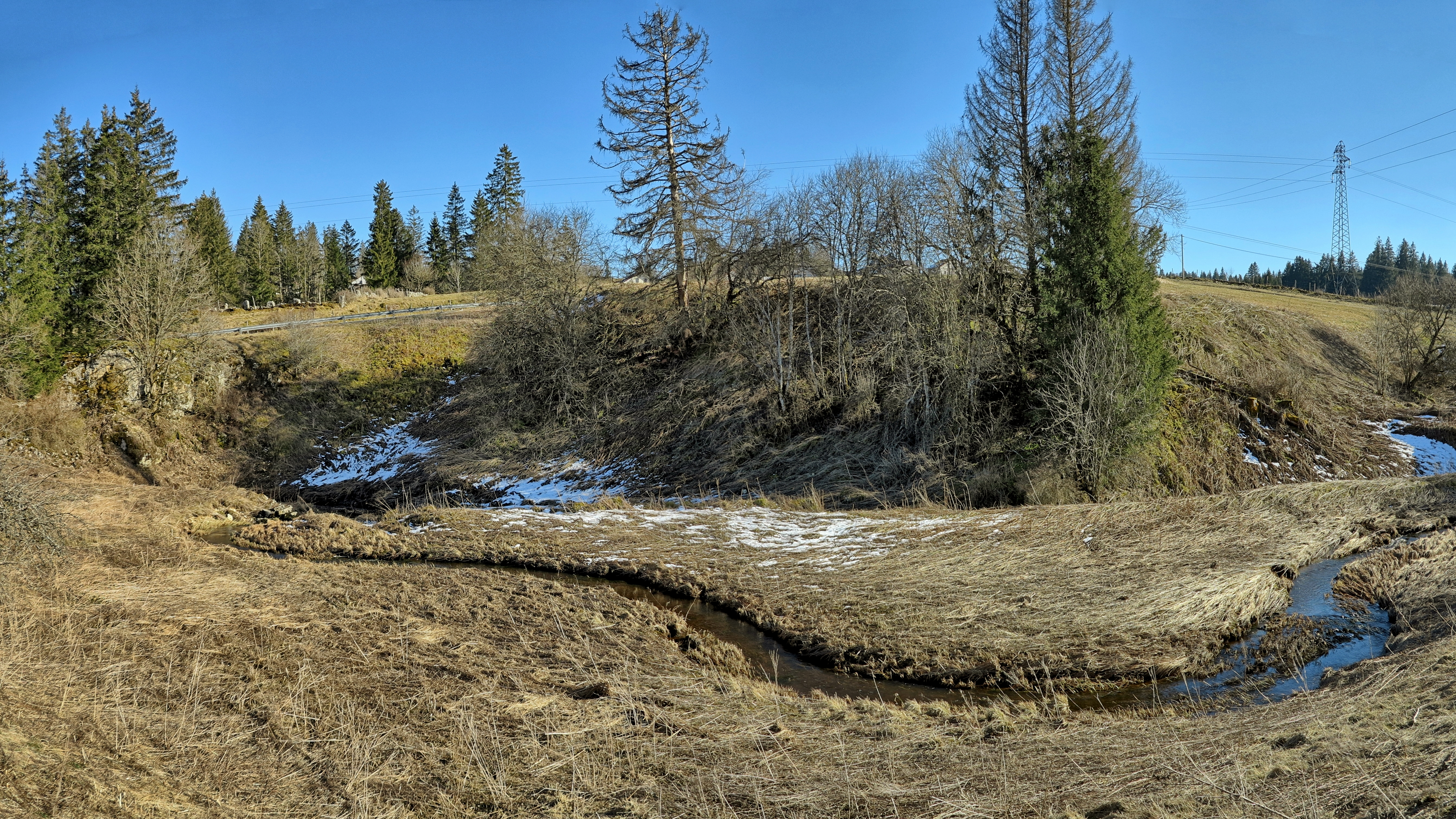
La perte à Narbief.

### Communes et cantons traversés
Dans le seul département du Doubs, le ruisseau des Seignes traverse les quatre communes suivantes, de l'amont vers l'aval : Noël-Cerneux, Le Bizot, La Chenalotte et Narbief.

### Bassin versant
Le ruisseau des Seignes traverse une seule zone hydrographique : Le Doubs, du ruisseau de la Tanche à la combe de Biaufond (U211).

## Affluent
Le ruisseau des Seignes n’a pas d’affluent référencé.

## Hydrologie
Le ruisseau des Seignes présente un régime nivo-pluvial.

## Protection
Le ruisseau des Seignes a été déclaré zone à protéger dans le cadre des ZNIEFF.